# Gemeentebos Hechtel-Eksel
Het Gemeentebos Hechtel-Eksel is een bosgebied in de Belgische gemeente Hechtel-Eksel. Het bevindt zich ten westen van Hechtel en maakt deel uit van een uitgestrekt militair oefenterrein dat als het Kamp van Beverlo bekendstaat. Dit domein omvat ook de omliggende heidegebieden en is niet voor het publiek toegankelijk.
In het bos ligt het voormalige Executieoord Hechtel, tijdens de Tweede Wereldoorlog een geheime executie- en begraafplaats van de Duitse bezetter voor verzetslieden en andere gevangenen. Ter herinnering werd in 1950 een nationaal monument ter ere van het verzet in Limburg op de executieplaats geplaatst en werd de plaats Duin der gefusilleerden genoemd. Sinds 1984 staan bij het gedenkteken vier rijen met 174 kruisen.
Ten noorden van het bos, aan de overzijde van de N73, ligt het natuurgebied In den Brand, dat wel voor het publiek toegankelijk is.